# Lilla Grubbsjön
Lilla Grubbsjön är en sjö i Vilhelmina kommun i Lappland och ingår i Ångermanälvens huvudavrinningsområde. Sjön har en area på 0,0242 kvadratkilometer och ligger 672,9 meter över havet. Vid provfiske har elritsa och öring fångats i sjön.

## Delavrinningsområde
Lilla Grubbsjön ingår i det delavrinningsområde (720547-149024) som SMHI kallar för Utloppet av Lilla Grubbsjön. Medelhöjden är 741 meter över havet och ytan är 1,28 kvadratkilometer. Räknas de 4 avrinningsområdena uppströms in blir den ackumulerade arean 2,77 kvadratkilometer. Vattendraget som avvattnar avrinningsområdet har biflödesordning 5, vilket innebär att vattnet flödar genom totalt 5 vattendrag innan det når havet efter 357 kilometer. Avrinningsområdet består mestadels av skog (30 procent) och kalfjäll (70 procent).